# Zag (Marocco)
Zag (in arabo الزاك‎?; in berbero: ⴰⵥⴰⴳ) è una città nel Marocco, nella provincia di Assa-Zag, nella regione di Guelmim-Oued Noun.